# 레바논 여자 축구 국가대표팀
레바논 여자 축구 국가대표팀은 레바논을 대표하는 여자 축구 국가대표팀으로 레바논 축구 협회에서 관리한다. 2006년 4월 19일 알제리와의 친선전에서 첫 국제 경기를 가졌으며 이 경기에서 0 - 12로 참패했다.

## 국제 대회 경력

### AFC 여자 아시안컵
2014년 대회 예선을 통해 여자 아시안컵 본선에 처음으로 도전하여 최약체팀인 쿠웨이트와의 A조 최종전에서 12-1의 대승을 거두며 레바논 여자 축구 역사상 국제 경기 최다 점수차 승리를 가져왔지만 1승 2패·조 3위로 본선 진출에 실패했고 2022년 대회 예선에서는 아랍에미리트와 괌을 연파하며 2승 1패·D조 2위를 기록했지만 3전 전승의 미얀마에 밀려 또 다시 여자 아시안컵 본선 진출이 좌절되었다.

### WAFF 여자 챔피언십
WAFF 여자 챔피언십에는 2007년 대회에 첫 참가한 이후 5번의 대회에 참가하여 이 중 2022년 대회에서 준우승을 차지하는 등 3번의 대회에서 4강 이상의 준수한 성적을 거두었다.

## 성적

### FIFA 여자 월드컵
- 2015년: 진출 실패
- 2019년: 불참
- 2023년: 진출 실패

### AFC 여자 아시안컵
- 2014년: 진출 실패
- 2018년: 불참
- 2022년: 진출 실패

### 서아시아 여자 축구 선수권 대회
- 2005년: 불참
- 2007년: 3위
- 2010년: 불참
- 2011년: 조별리그
- 2014년: 불참
- 2019년: 3위

## 같이 보기
- 레바논 축구 국가대표팀
- 서아시아 축구 연맹